# Uppaluri Gopala Krishnamurti
(U. G. Krishnamurti)
Uppaluri Gopala Krishnamurti, più noto come U.G. Krishnamurti, o solo U.G. (in lingua telugu: ఉప్పులూరి గోపాలకృష్ణ మూర్తి; Machilipatnam, 9 luglio 1918 – Vallecrosia, 22 marzo 2007), è stato un filosofo, mistico e conferenziere indiano, che trattò in modo anticonvenzionale e informale l'argomento della liberazione spirituale.
Spesso fu definito "antiguru" o come "l'uomo che rifiutò di essere un guru". Non va confuso con Jiddu Krishnamurti, anch'egli filosofo, mistico e oratore. Benché il loro insegnamento sia simile in alcuni punti, così come alcune loro esperienze biografiche, per un periodo intrattennero un dialogo diretto che però si interruppe con una rottura. In seguito a ciò, influenzato anche da Jiddu Krishnamurti stesso, U.G. pervenne ad una nuova consapevolezza mistica elaborando il proprio pensiero basato sul raggiungimento dello stato naturale. Egli fu, volutamente, un pensatore non filosoficamente organizzato, nonché radicalmente opposto alle tradizioni religiose e alle convenzioni, sebbene da alcuni apparentato ad una versione modernizzata degli insegnamenti non duali di tipo Advaita Vedanta.

## Biografia e attività
U.G. rimase orfano di madre, altro elemento in comune con Jiddu, ed entrambi appartenevano alla casta dei brahmini. Venne cresciuto con i nonni materni; la madre prima di morire avrebbe detto che lui "era nato per un destino incommensurabilmente alto" e suo nonno prese sul serio questa profezia. Il nonno era un induista ortodosso da un lato, ma era molto legato alla teosofia dall'altro e, cercando di introdurre il nipote nello stesso ambito, fece sì che U.G. ebbe a che fare con Jiddu Krishnamurti, cresciuto negli ambienti teosofici che poi lasciò, per essere il "Maestro del Mondo", e che aveva ricevuto da un astrologo la stessa profezia. A detta di U.G. suo nonno era un uomo collerico e violento nonostante tutte le pratiche meditative in cui si esercitava. Fino a 21 anni anche U.G. fu un membro della Società Teosofica. Per lungo periodo studiò yoga con Swami Sivananda. Lo lasciò perché riteneva ipocrita e innaturale il suo atteggiamento ascetico verso la sessualità, che da lui fu sempre vista come una cosa giusta e naturale. U.G. Krishnamurti in seguito si sposò ed ebbe quattro figli. Conobbe anche un altro celebre guru, Ramana Maharshi, ma rimase deluso anche da questo incontro.

### La "calamità" e lostato naturale
U.G. praticò yoga e meditazione per anni. Per diverso tempo U.G. viaggiò per tutto il mondo come conferenziere. Nel 1955 lui, la moglie e i figli andarono negli Stati Uniti alla ricerca di una cura per il figlio più grande, malato di poliomielite ma nel 1961 i soldi finirono, e il matrimonio entrò in crisi. La sua famiglia tornò in India ed andò in Inghilterra, dove visse ospite di maestri indiani, come senzatetto o in una vita abbastanza disordinata. U.G. Krishnamurti riferì, in seguito, di avere intrattenuto poi con Jiddu Krishnamurti, per un periodo, dopo averlo conosciuto a incontri pubblici, prima e dopo il 1967, discussioni quasi giornaliere le quali – asseriva – non procuravano alcuna soddisfacente risposta alle sue domande. Alla fine i loro incontri cessarono. Così descrisse parte della loro ultima discussione: 
 In realtà lo rivide alcuni anni dopo quando fu spinto da amici ad assistere a due conferenze di Jiddu, tuttavia i loro rapporti non furono più buoni.
Ma proprio come il suo omonimo, che ebbe una particolare esperienza mistica che chiamava "processo" (che però si ripeteva per anni), anche U.G. Krishnamurti ebbe un'esperienza di illuminazione improvvisa somigliante che soprannominò "la calamità": ne parlò come un'esplosione interna, che lo portò in uno stato di dolore e di estasi al tempo stesso che durò diversi giorni. Ciò avvenne nel 1967, in Svizzera, a 49 anni,  dove viveva da un po'. Le prime avvisaglie cominciarono con una forte emicrania, poi esperienze dissociative. Proprio nel periodo svizzero aveva cominciato a seguire le conferenze di Krishnamurti, ma non aveva il denaro per tornare in India.
Nel luglio 1967 U.G. era Parigi, e fu invitato dagli amici a una conferenza di Jiddu Krishnamurti, ma siccome era a pagamento, preferì andare ad uno spogliarello nel locale di music-hall Les Folies Bergèr. Lì ebbe però un'esperienza simile al samadhi mentre vedeva una ballerina ("guardavo lo spettacolo e non sapevo se ero io che stavo danzando o se c'era la danzatrice fuori di me che danzava – Era una cosa molto strana, sentivo il movimento dentro di me (questa ora è diventata una cosa naturale). Non c'era divisione, non c'era nessuno che guardava la danzatrice. Questa esperienza particolare di assenza di divisione tra me e le danzatrici andò avanti per un po’ – poi noi uscimmo dal teatro"). In seguito andò a una conferenza gratuita di Krishnamurti. Mentre Jiddu parlava della propria "illuminazione", U.G. sostenne che, mentre lo ascoltava "mi accadde qualcosa di divertente: la strana sensazione che stesse descrivendo il mio stato e non il suo stato. Perché volevo conoscere il suo stato? Stava descrivendo qualcosa, alcuni movimenti, una certa consapevolezza, un po' di silenzio..." Fino ad allora U.G., che pur riteneva di avere raggiunto alcuni poteri, tra cui di chiaroveggenza, si considerava insoddisfatto. Dopo essere andato in Svizzera, continuò ad arrovellarsi su queste domande suscitate in lui.
Il giorno successivo U.G. stava nuovamente riflettendo sulla domanda "Come faccio a sapere di essere in quello stato?" senza alcuna risposta imminente. In seguito raccontò che quando si rese conto all'improvviso che la domanda non aveva risposta, ci fu una reazione fisica, oltre che psicologica, inaspettata. Gli sembrò come "un'improvvisa 'esplosione' interiore, che fece esplodere, per così dire, ogni cellula, ogni nervo e ogni ghiandola del mio corpo".
È come un'esplosione nucleare, vedi – frantuma il corpo intero. Non è una cosa facile; è la fine dell'uomo – Una "distruzione" che fa saltare ogni cellula, ogni nervo, ogni atomo, nel vostro corpo.»
Con "ghiandole", intendeva probabilmente il termine indù chakra, identificandone uno con la ghiandola pineale. Iniziò a sperimentare quella che chiamò "la calamità", una serie di bizzarre trasformazioni fisiologiche che ebbero luogo nel corso di una settimana, influenzando ciascuno dei suoi sensi e risultando infine in un'esperienza simile alla morte e in un senso di vacuità. U.G. cominciò a non sentirsi bene fisicamente e così descrisse il tutto:
In seguito egli si sentì in uno stato diverso, la "post-calamità", che definì lo "stato naturale". Allora cominciò diversi viaggi per il mondo per discutere con chi assisteva ai suoi discorsi, rifiutando pagamenti in denaro.
Le sue conferenze erano perlopiù dialoghi nello stile satsang.

### Salute
U.G. Krishnamurti era noto per le sue insolite preferenze di dieta e per una salute molto robusta. Portando con sé una "cucina portatile" in una piccola valigia durante i suoi viaggi, cucinava da sé i suoi pasti, a volte anche per gli amici; la valigia conteneva perlopiù sale da cucina e panna, con cui preparava semplici pasti unendoli a ingredienti del luogo, e seguendo una dieta vegetariana (lacto-vegetariano come buona parte degli indiani), ; affermava che "nessun pasto dovrebbe richiedere più di qualche minuto per essere preparato". Dopo il 1949, U.G Krishnamurti non fu più visitato da nessun medico né assunse più farmaci, credendo che il proprio corpo si sarebbe preso cura di sé stesso. Spesso, con chi si complimentava per il suo aspetto mantenuto in età avanzata, U.G. rispondeva scherzando "è perché non mangio cibo sano, non prendo vitamine e non faccio esercizio!"

### Morte
Negli ultimi anni soffrì di cardiospasmo, una malattia esofagea. Morì a 88 anni nel 2007 per le conseguenze di una caduta domestica nel bagno (incidente già occorsogli nel 2004) dopo alcune settimane passate a letto, mentre era ospite di amici in Italia, presso la cittadina ligure di Vallecrosia (Imperia). Decise di non essere ricoverato, coerentemente con le proprie scelte di vita e le proprie idee, e di essere lasciato solo al momento del decesso, dopo aver redatto il proprio testamento spirituale My Swan Song. Riteneva infatti che fosse giunto il momento di lasciare la vita. Fu cremato in Italia e le sue ceneri furono riportate in India e sepolte senza cerimonie particolari, come da sua richiesta.

## Pensiero
(U.G. Krishnamurti)
U.G. disse che lo stato naturale che lui sperimentava dopo l'esperienza della "calamità" era diverso dalla liberazione detta moksha, dal nirvana, e dalla congiunzione col Brahman o l'Atman.
(Discorso pubblico del 1972)
Esistono punti di contatto tra l'insegnamento di U.G Krishnamurti e Jiddu Krishnamurti, malgrado le loro divergenze. U.G. seguì infatti Jiddu per un periodo e ne fu influenzato. Entrambi ebbero esperienze spirituali simili e un sistema non dogmatico, rifiutando il ruolo di maestro spirituale, e un sistema di pensiero affine all'Advaita Vedanta moderna (si veda Karl Renz) e al noncognitivismo teologico, ma mentre Jiddu proponeva un approccio filosofico e una forma di meditazione, seppur libera da tecniche precise e spontanea, U.G. riteneva che il pensiero dovesse fluire liberamente, e in maniera molto più disorganizzata. Entrambi i pensieri hanno elementi di scetticismo metodologico e filosofico, anche se non scientifico, molto distanti dalla religiosità popolare o tradizionale induista spesso basata anche sulla bhakti, o venerazione degli dèi o del guru (visnuismo, shivaismo, shaktismo).
(U.G Krishnamurti)
Questa frase ricorda l'iconoclastia provocatoria e la volontaria contraddittorietà certi maestri zen (si veda l'uso dei koan), di Jiddu Krishnamurti, o di guru come Osho Rajneesh o Gurdjieff, sebbene questi ultimi da lui distanti come stile di vita, come vi sono tratti in comune tra la filosofia di U.G. e quella di Friedrich Nietzsche. Come Osho e quest'ultimo, U.G. fu noto per la provocatorietà di certe sue affermazioni; le idee sul rifiuto apparente della spiritualità attiva (pur credendo in molti suoi aspetti) e della meditazione, l'avversione verso tutte le religioni e le figure di riferimento religiose (come Rajneesh anche U.G. le definì "spazzatura" o "sporcizia") al contempo (a livello personale) alla medicina occidentale, gli attacchi al potere e alle ideologie fatti da U.G. gli portarono accuse di ateismo e nichilismo (accuse mosse dalla stampa indiana all'indomani della morte) di non essere un "illuminato", di essere una copia di Jiddu Krishnamurti, o di ciarlataneria, da parte dei detrattori. D'altro canto certe sue posizioni politiche furono accostate a quelle del filosofo anarco-primitivista John Zerzan e all'anarchismo. U.G. Krishnamurti sosteneva che le religioni fossero basate su inganni, e che molti testi sacri compresi i Veda fossero stati scritti sotto effetto di sostanze psicotrope come la soma, bevanda sacra di origine vegetale nel periodo vedico, usata in maniera analoga alle droghe dello sciamanesimo di altri luoghi, facendo quindi un paragone con la psichedelia. (la soma descritta nei Veda modernamente è ritenuta affine all'allucinogeno ayahuasca usato dai nativi americani). In questo frangente i critici lo avvicinarono all'antica scuola di filosofia indiana irreligiosa nastika (cārvāka) (una delle cosiddette "scuole eterodosse" che negavano l'autorità vedica e l'esistenza dell'anima).
 Questa affermazione di non-dualismo (in cui lo spirito è sostituito dal corpo: in questo senso, almeno nella frase citata, U.G. pare esprimersi quasi in senso semi-materialista-naturalista o almeno panteistico-naturalistico, in quanto non può essere apparentato al puro materialismo dei cārvāka, simili invece agli atomisti greci e al razionalismo) ricorda la frase di Jiddu Krishnamurti secondo cui "la vita e la morte sono un'unica cosa".
Spesso si poneva in maniera simile a Socrate, rifiutando di fornire risposte a cui l'interlocutore non riusciva a rispondere da sé:
U.G. ha sottolineato l'impossibilità e la non necessità di qualsiasi cambiamento umano, radicale o banale. Queste affermazioni, ha affermato, non possono essere considerate come un “insegnamento”, cioè qualcosa destinato a servire a realizzare un cambiamento. Insisteva sul fatto che il corpo e le sue azioni sono già perfette e considerava i tentativi di cambiare o modellare il corpo come violazioni della pace e dell'armonia che già esistono. 
La psiche o sé o mente, un'entità che egli negava come dotata di esistenza, non è composta altro che dalla "domanda" di apportare un cambiamento nel mondo, in se stesso o in entrambi. Inoltre, l'autocoscienza umana non è una cosa, ma un movimento, caratterizzato da un "perpetuo malcontento" e da una "insistenza fascista" sulla propria importanza e sopravvivenza.
Il solo scopo del pensiero è di sovrintendere al nutrimento del corpo ed alla riproduzione. Quello è tutto l'uso che potete fare del pensiero. Null'altro. Non può essere usato per speculare. 
Voi potete costruire una struttura di pensiero filosofico tremenda, ma non avrebbe assolutamente valore. Potete interpretare tutti gli eventi della vostra vita e costruire altre strutture di pensiero, ma non servirà...»
U.G. negava l’esistenza di una mente individuale (in questo simile al concetto buddhista di anatman). Accettò però il concetto di una mente mondiale, che secondo lui conteneva l'accumulo della totalità della conoscenza e dell'esperienza dell'uomo. Ha anche usato "sfera del pensiero" (atmosfera dei pensieri) come sinonimo del termine "mente mondiale". Questo ricorda l'idea occidentale di noosfera, o quelle di intelligenza collettiva o inconscio collettivo. Affermò che gli esseri umani abitano questo regno del pensiero (o sfera del pensiero) e che il cervello umano agisce come un'antenna, raccogliendo e scegliendo i pensieri in base alle sue esigenze.

## Opere
U.G. Krishnamurti non ha scritto alcun testo. Tutti i libri in circolazione (in inglese, francese, tedesco, olandese, spagnolo, polacco, serbo, coreano, hindi, tamil, telugu e kannada, oltre che in italiano) sono trascrizioni di conversazioni. Lo stesso U.G. non mostrerà particolare interesse a questi volumi, tanto che troviamo come ex ergo a ogni suo libro la seguente frase, per cui i suoi testi sono considerati di pubblico dominio avendo lui stesso rinunciato a ogni diritto d'autore: 

### Elenco di testi (parziali)
- The Mystique of Enlightenment
- Courage to Stand Alone
- Mind is a Myth
- No Way Out
- Thought is Your Enemy
- The Sage and the Housewife
- Stopped in Our Tracks: Stories of U.G. in India
- The Natural State
- Science and U.G.

### Antologie e raccolte
- The Penguin U.G. Krishnamurti reader, a cura di Mukunda Rao, New Delhi, Penguin Books India, 2007.
- Le parole e le cose di U.G. Krishnamurti,  cura di Federico Battistutta, in www.ugkrishnamurti.net

### Biografia
L'unica biografia al momento disponibile su U.G. è stata scritta dal regista e produttore indiano Mahesh Bhatt, che fu suo amico, di lunga data e fino al momento della morte: 
- Mahesh Bhatt, U.G. Krishnamurti. A life, New Delhi, Penguin Books India, 1992.

### Riflessioni critiche sul pensiero
- J.S.R.L. Narayana Moorty, Thought, the natural state and the body: deconstruction of spirituality in U.G. Krishnamurti, in www.ug-krishnamurti.blogspot.com
- T.R. Raghunath, Il pensiero irrazionale di U.G. Krishnamurti, in U.G. Krishnamurti, Liberarsi delle illusioni, Cesena, Alaya/Macro, 2004, pp. 19–41.
- Federico Battistutta, U.G. Krishnamurti: per una critica della ragione religiosa,"Religioni e Società", n. 64, maggio/agosto 2009, pp. 91–97.